# Худдур
Худду́р (сомал. Xuddur, араб. حودر‎) — город в Сомали. Административный центр одноимённого района и региона Баколь. 

## История
Во время исламистского мятежа в 2000-х гг. город был захвачен группой Аль-Шабаб. В марте 2014 года Вооружённые силы Сомали при поддержке эфиопского батальона и АМИСОМ отбили Худдур у вооружённой группы. Наступательная операция была частью военных действий объединённых сил по свержению террористической группы Аль-Шабаб.
По словам премьер-министра Абдивели Шейха Ахмеда правительство после освобождения приняло меры по установлению порядка в недавно освобожденных районах, среди которых: Уаджид (Waajid), Рабдхуре (Rab Dhuure) и Бурдубо (Burdhubo). Министерство обороны обеспечивало непрерывное спокойствие и безопасность местных жителей, поддержку по снабжению и защите для доставки чрезвычайной помощи. Кроме того, Министерство внутренних дел было готово поддерживать и реализовывать программы помощи местной администрации и службам безопасности. Заместитель министра и несколько религиозных теософов посетили каждый из четырёх городов с тем, чтобы координировать и контролировать меры федерального правительства по установлению порядка[стиль].

## Население
По состоянию на 2000 г. население Худдура составляло около 12 500 чел. В административном районе Худдур население составляет 93 049 чел. Большинство местных жителей принадлежит к клану Хадаме (Hadame). Основной язык региона — язык май (Af-Maay) кушитской языковой группы.